# Vespatulinae
Vespatulinae (лат.) — ископаемое подсемейство настоящих ос (Vespidae). Один из древнейших представителей жалящих перепончатокрылых. 2 рода. Обнаружены в меловом бирманском янтаре в Мьянме (Юго-Восточная Азия, около 99 млн лет).

## Распространение
Бирманский янтарь (Мьянма).

## Описание
Мелкие осы (менее 1 см). Голова с клипеусом короткая и широкая. Мезосома без паратегул. Передние крылья продольно не сложены: первая дискальная ячейка короче суббазальной; первая субмаргинальная ячейка короткая; 2r-rs короткая и субвертикальная; вершина маргинальной ячейки проходит вдоль переднего края крыла; абсциссы Rs дистальнее 2r-rs почти выровнены; поперечные жилки rs-m достигают M в разных ячейках, равноудалены вдоль Rs и M; вторая и третья субмаргинальные ячейки квадратные; 1m-cu сильно отогнута к 1-Cu; 2m-cu входит в третью субмаргинальную ячейку; абсциссы M дистально от 1m-cu почти выровнены; первая субдискальная ячейка не вытянута дорсоапиально; cu-a длинная и изогнутая. Задние крылья с cu-a, достигающей Cu после её расхождения с M + Cu, сильно изогнуты с A; суббазальная ячейка широкая при расхождении от A. Метасома с коротким первым члеником (не петиолевидным), несколько суженным и тонким (более узким, чем второй членик), с наклонным первым тергумом.

## Систематика
Ископаемая группа (мел, бирманский янтарь, Мьянма). 2 рода и 4 вида. Систематическое положение внутри семейства настоящих ос остаётся неясным. Наличие кластеризованных вторичных гамулей на крыльях и булавовидных антенн у подсемейства Vespatulinae, в сочетании с их общей морфологией и жилкованием крыльев, вероятно, указывает на их положение как раннедивергентного подсемейства в Vespidae. Вторичные гамули присутствуют во многих родах жалящих, но они редко группируются и даже отсутствуют у веспид. В новом роде Vespatula эти гамулы зарегистрированы сгруппированными вдоль костальной жилки немного дистальнее средней точки M + Cu. Basibuyuk & Quicke (1997) предположили, что наличие вторичных гамулей, вероятно, является плезиоморфией Aculeata, что последующая утрата произошла в нескольких линиях Aculeate, и что отсутствие этих структур у веспид и сколиид может быть синапоморфией для клады (Vespidae + Scoliidae). Состояние признаков, зарегистрированное для рода Vespatula, укрепляет их первую гипотезу, то есть вторичные гамулы являются плезиоморфными для Aculeata, но опровергает апоморфное значение отсутствия вторичных гамулов для клады (Vespidae + Scoliidae). На основании их исследования первоначально предполагается, что «вторичные гамули рассеяны» — это плезиоморфия Vespoidea sensu Basibuyuk & Quicke (1997), а сгруппированные гамули — независимо приобретенный признак в нескольких семействах (например, Rhopalosomatidae, Pompilidae).
- † Род Alivespa Wu et al., 2020
  - † Alivespa colossa Wu et al., 2020[2]
  - † Alivespa hirta Wu et al., 2020
  - † Alivespa gracilenta Wua et al., 2022[3]

- † Род Vespatula Jouault, 2023[1]
  - † Vespatula condaminei Jouault, 2023